# Лопатка Купера
Лопа́тка Ку́пера — механический аэродинамический клин, который предотвращает опускание в полёте вентральной воздушной лестницы самолёта.

## История
После трёх угонов, прошедших в США в 1972 году, Федеральное авиационное управление распорядилось, чтобы самолёты Boeing 727 были оснащены лопатками Купера.
Устройство было названо «в честь» неопознанного угонщика самолёта, назвавшего себя Дэном Купером.
Купер спрыгнул с парашютом с задней лестницы.

## Устройство
Лопатка Купера состоит из подпружиненной лопасти, соединённой с пластиной.
Когда самолёт не движется, пружина удерживает лопатку перпендикулярно фюзеляжу, и прикреплённая пластина не блокирует лестницу.
Когда самолёт взлетает, поток воздуха толкает лопасть параллельно фюзеляжу, и пластина запирает дверь.
Как только воздушный поток уменьшается при приземлении, подпружиненная лопасть возвращается в исходное положение, что позволяет лестнице снова опускаться.
Хотя это устройство было предназначено для предотвращения угонов самолётов с вентральной воздушной лестницей, многие авиакомпании полностью запечатали воздушную лестницу, чтобы никогда не использовать её снова.
Лопаткой Купера оснащён также McDonnell Douglas DC-9.